# Lijst van voetbalinterlands Benin - Guinee (vrouwen)
Deze lijst van voetbalinterlands is een overzicht van alle officiële voetbalinterlands tussen de nationale vrouwenteams van Benin en Guinee. De landen hebben tot nu toe één keer tegen elkaar gespeeld.

## Wedstrijden
| № | Plaats | Datum       | Competitie        | Wedstrijd      | Uitslag |
| - | ------ | ----------- | ----------------- | -------------- | ------- |
| 1 | Dakar  | 17 mei 2006 | Vriendschappelijk | Benin − Guinee | 3 − 2   |

## Samenvatting
| Competitie        | Totaal gespeeld | Winst Benin | Gelijk | Winst Guinee | Doelsaldo Benin – Guinee |
| ----------------- | --------------- | ----------- | ------ | ------------ | ------------------------ |
| Vriendschappelijk | 1               | 1           | 0      | 0            | 3 − 2                    |
| Totaal            | 1               | 1           | 0      | 0            | 3 − 2                    |